# David Murillo
Jesús David Murillo León (Cali, Valle del Cauca, Colombia; 17 de agosto de 1993) es un futbolista colombiano que juega como lateral derecho en el Unión Magdalena de la Categoría Primera A de Colombia.

## Trayectoria

### Patriotas F.C
David Murillo debutó profesionalmente con el Patriotas Fútbol Club en un partido contra el Boyacá Chicó correspondiente a la primera fecha del Torneo Apertura 2013. 

### Barranquilla F.C
Para el primer semestre del Torneo Águila de 2015 fichó por el Barranquilla Fútbol Club, equipo con el que jugó 14 partidos.

### Junior
David Murillo fue uno de los tres futbolistas ascendidos del Barranquilla FC al Atlético Junior por el técnico Alexis Mendoza para disputar la Liga Águila 2015 y debutó con el equipo Tiburón el 3 de agosto de 2015 en un juego de Liga ante el Patriotas Fútbol Club.

## Estadísticas
| Patriotas Boyacá · Colombia                                                                           | 1ª            | 2013          | 15  | 0 | 8  | 0 | —  | — | 23  | 0 |
| Patriotas Boyacá · Colombia                                                                           | 1ª            | 2014          | 4   | 0 | —  | — | —  | — | 4   | 0 |
| Patriotas Boyacá · Colombia                                                                           | Total club    | Total club    | 19  | 0 | 8  | 0 | —  | — | 27  | 0 |
| Barranquilla F.C. · Colombia                                                                          | 2ª            | 2015          | 14  | 0 | 3  | 0 | —  | — | 17  | 0 |
| Barranquilla F.C. · Colombia                                                                          | Total club    | Total club    | 14  | 0 | 3  | 0 | —  | — | 17  | 0 |
| Junior · Colombia                                                                                     | 1ª            | 2015          | 7   | 1 | —  | — | 2  | 0 | 9   | 1 |
| Junior · Colombia                                                                                     | 1ª            | 2016          | 23  | 0 | 3  | 0 | —  | — | 26  | 0 |
| Junior · Colombia                                                                                     | 1ª            | 2017          | 27  | 0 | 11 | 1 | 7  | 0 | 45  | 1 |
| Junior · Colombia                                                                                     | 1ª            | 2018          | 23  | 0 | 2  | 0 | 5  | 0 | 30  | 0 |
| Junior · Colombia                                                                                     | 1ª            | 2019          | 22  | 0 | 2  | 1 | 1  | 0 | 25  | 1 |
| Junior · Colombia                                                                                     | 1ª            | 2020          | 0   | 0 | 2  | 0 | 2  | 0 | 4   | 0 |
| Junior · Colombia                                                                                     | Total club    | Total club    | 102 | 1 | 20 | 2 | 17 | 0 | 139 | 3 |
| Once Caldas · Colombia                                                                                | 1ª            | 2021          | 30  | 0 | 1  | 0 | —  | — | 31  | 0 |
| Once Caldas · Colombia                                                                                | 1ª            | 2022          | 29  | 0 | 4  | 0 | —  | — | 33  | 0 |
| Once Caldas · Colombia                                                                                | Total club    | Total club    | 59  | 0 | 5  | 0 | —  | — | 64  | 0 |
| Total carrera                                                                                         | Total carrera | Total carrera | 194 | 1 | 36 | 2 | 17 | 0 | 247 | 3 |
| (1) Incluye datos de la Copa Colombia. (2) Incluye datos de la Copa Libertadores y Copa Sudamericana. |               |               |     |   |    |   |    |   |     |   |

## Vida personal
David es el hermano gemelo del también futbolista Jesús.

## Palmarés

### Campeonatos nacionales
| Título                | Club            | País     | Año  |
| --------------------- | --------------- | -------- | ---- |
| Copa Colombia         | Junior          | Colombia | 2015 |
| Copa Colombia         | Junior          | Colombia | 2017 |
| Torneo Finalización   | Junior          | Colombia | 2018 |
| Superliga de Colombia | Junior          | Colombia | 2019 |
| Torneo Apertura       | Junior          | Colombia | 2019 |
| Superliga de Colombia | Junior          | Colombia | 2020 |
| Categoria Primera B   | Unión Magdalena | Colombia | 2024 |